# RTCN Raszyn

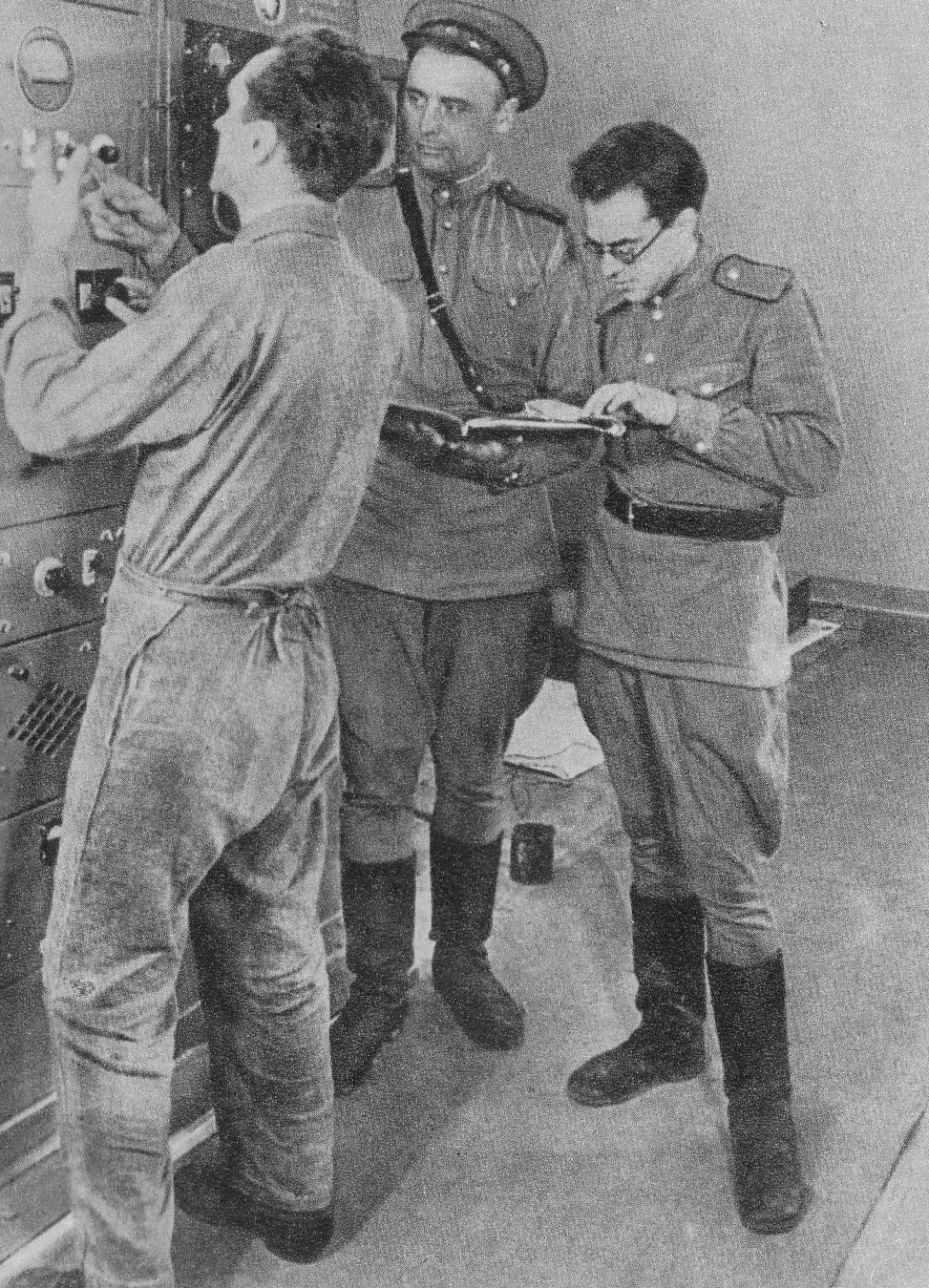
Specjaliści ze Związku Radzieckiego pomagający w uruchomieniu radiostacji w 1945

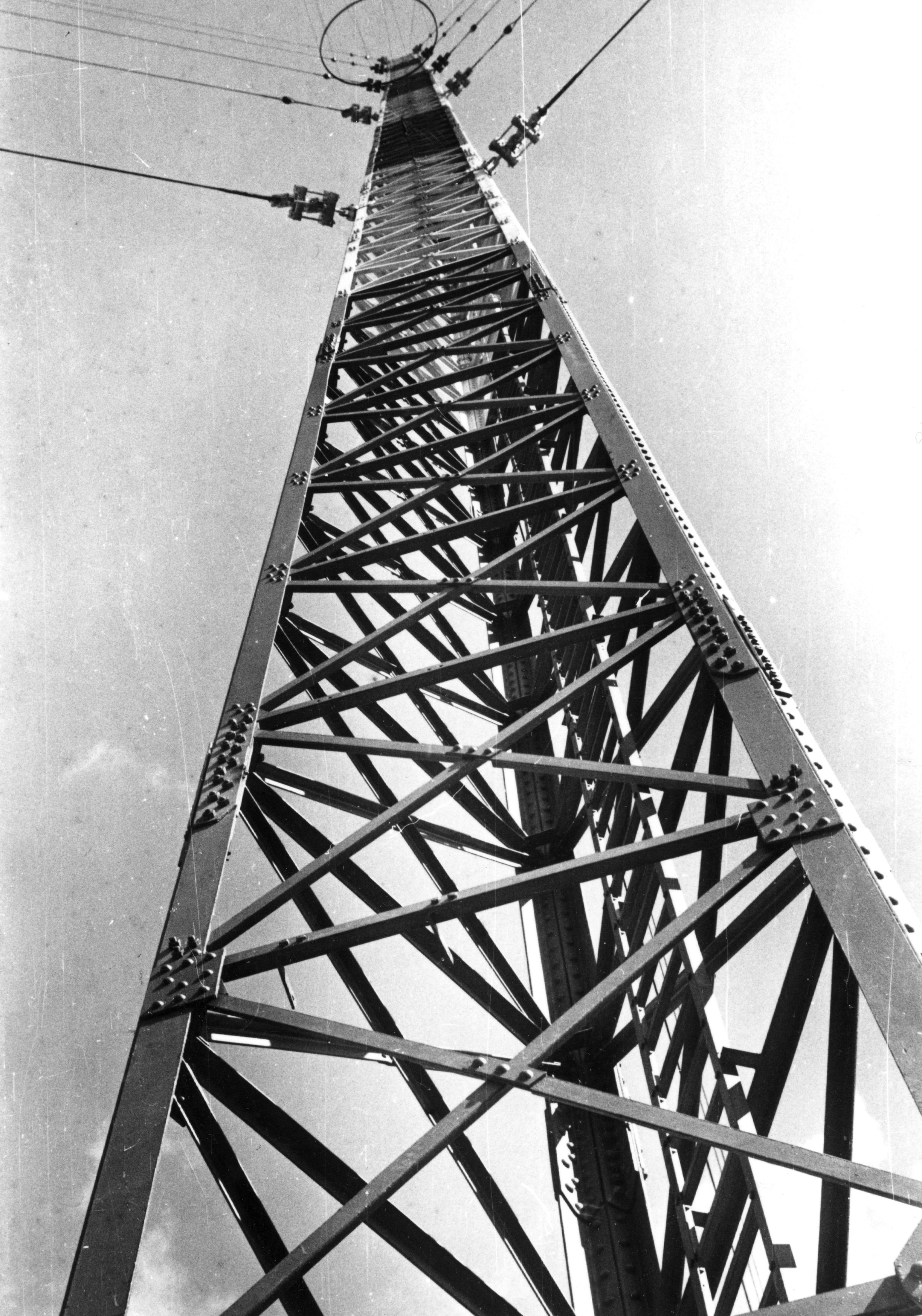
Maszt w 1946

RTCN Raszyn (Radiowo-Telewizyjne Centrum Nadawcze Raszyn) – maszt nadajnika radiowego i telewizyjnego pod Warszawą, w miejscowości Łazy. Jego wysokość wynosi 335 metrów, co czyni go szóstą co do wysokości budowlą w Polsce (stan z 2012 roku). Do roku 1962 była to najwyższa budowla w Europie.

## Historia
Długofalowa radiostacja radiofoniczna w Łazach koło Raszyna wybudowana została w 1931 roku. Posiadała nadajnik o mocy 120 kW i 2 maszty o wysokości 280 metrów każdy, pomiędzy którymi rozpięto antenę. Zastosowana moc nadajnika w tym czasie wystarczyła do pokrycia obszaru kraju zasięgiem "dobrego odbioru", co miało związek z mniejszym tłem elektromagnetycznym w tym czasie. Jeden z masztów został wysadzony w 1939 roku, aby uniemożliwić korzystanie z radiostacji przez Niemców, a przedwojenne plany rozbudowy nadajnika do 600 kW nie zostały zrealizowane.
Maszt w Raszynie jest obecnie nazwą historyczną. W czasie budowy masztu miejscowość Łazy należała do gminy Falenty z siedzibą w Raszynie. Gmina ta obejmowała teren znacznie większy niż obecnie. Dziś maszt stoi na terenie gminy Lesznowola, a Raszyn jest oddzielną gminą.
Odbudowana radiostacja z nadajnikiem o mocy 200 kW została uroczyście otwarta 24 lipca 1949 jako Centralna Radiostacja Polskiego Radia w Raszynie. Nadajnik został później rozbudowany do 500 kW. Postanowieniem prezydenta Bolesława Bieruta z 24 lipca 1949 grupa osób, w tym inż. Władysław Cetner, została odznaczona orderami państwowymi za zasługi położone przy budowie Centralnej Radiostacji w Raszynie. Niebawem ww. moc stała się niewystarczająca i zaszła konieczność budowy Warszawskiej Radiostacji Centralnej w Konstantynowie koło Gąbina, która została wybudowana w latach 1970–1974.
Od upadku nadajnika w Konstantynowie w 1991 do otwarcia w 1999 roku radiowego centrum nadawczego w Solcu Kujawskim, radiostacja w Raszynie była głównym nadajnikiem Polskiego Radia I 225 kHz. Od wybudowania masztu w Solcu, Raszyn służył jako awaryjny nadajnik Programu I. Normalnie nadawało z niego Radio Bis, a później Program I Polskiego Radia dzieląc czas antenowy z Radiem Parlament.
W lipcu 2007 roku uruchomiono długo planowane nadajniki Programu I oraz Radiowej Trójki na falach ultrakrótkich. Wówczas w planach było także przeniesienie kolejnych najsilniejszych nadajników z Pałacu Kultury i Nauki, czyli Radia Zet (107,5 MHz), Radia Dla Ciebie (101,0 MHz), Radia Plus (96,5 MHz) oraz Radia Eska Warszawa (105,6 MHz). Przeniesienie to miało na celu zmniejszenie natężenia pola elektromagnetycznego (obniżenie tła) w centrum stolicy oraz poprawę odbioru ogólnopolskich (i Radia Plus) mediów na Mazowszu. Pomimo testów w 2008 roku zmiana nie miała miejsca.
1 lipca 2008 roku z systemów antenowych zainstalowanych na szczycie masztu rozpoczęto nadawanie programu telewizyjnego (TV POLSAT na kanale 44) z dużą mocą. Rankiem 22 lipca 2008 rozpoczęto nadawanie z Raszyna programów TVP1 na kanale 11, TVP2 na kanale 27, TVP INFO (dawniej TVP3) na kanale 51, TVN na kanale 35, TV 4 na kanale 33 oraz TV PULS na kanale 41. Moce sygnałów nadawanych stacji były zróżnicowane od 20 kW do 800 kW.
31 lipca 2009 roku nadajnik długofalowy został wyłączony. Do tego dnia z masztu nadawane były na falach długich 198 kHz Radio Parlament i Polskie Radio Dla Zagranicy. 
W listopadzie 2011 na maszt przeniesiono nadajnik RMF FM z Elektrociepłowni Pruszków II. 
19 marca 2013 roku o godz. 1:00 zakończono emisję za pomocą naziemnej telewizji analogowej - pozostawiając jedynie emisję cyfrową.

## Parametry
- Wysokość posadowienia podpory anteny: 119 m n.p.m.[7]
- Wysokość zawieszenia systemów antenowych: Radio: 240, TV: 297, 327 m n.p.t.[7]

## Nadawane programy

### Programy radiowe[7]
| LP | Program                   | Właściciel                    | Częstotliwość | Moc promieniowania nadajnika | Polaryzacja | zamierzona charakterystyka promieniowania                               |
| -- | ------------------------- | ----------------------------- | ------------- | ---------------------------- | ----------- | ----------------------------------------------------------------------- |
| 1  | RMF FM                    | Radio Muzyka Fakty Sp. z o.o. | 91,00 MHz     | 120 kW                       | pionowa     | kierunkowa (D) – lekkie tłumienie sygnału w kilku kierunkach            |
| 2  | Polskie Radio Program III | Polskie Radio S.A.            | 98,80 MHz     | 120 kW                       | pionowa     | kierunkowa (D) – lekkie tłumienie sygnału w kierunku północno-wschodnim |
| 3  | Polskie Radio Program I   | Polskie Radio S.A.            | 102,40 MHz    | 120 kW                       | pionowa     | kierunkowa (D) – lekkie tłumienie sygnału w kilku kierunkach            |

### Programy telewizyjne – cyfrowe[7]
| Nazwa multipleksu | Częstotliwość | Kanał | Moc promieniowania nadajnika | Polaryzacja | Kompresja wizji | Zamierzona charakterystyka promieniowania |
| ----------------- | ------------- | ----- | ---------------------------- | ----------- | --------------- | ----------------------------------------- |
| MUX 1             | 650 MHz       | 43    | 100 kW                       | pozioma     | HEVC            | dookólna (ND)                             |
| MUX 2             | 538 MHz       | 29    | 100 kW                       | pozioma     | HEVC            | dookólna (ND)                             |
| MUX 3             | 522 MHz       | 27    | 130 kW                       | pozioma     | HEVC            | dookólna (ND)                             |
| MUX 4             | 578 MHz       | 34    | 100 kW                       | pozioma     | HEVC            | dookólna (ND)                             |
| MUX 6             | 690 MHz       | 48    | 100 kW                       | pozioma     | HEVC            | dookólna (ND)                             |
| MUX 8             | 191,5 MHz     | 7     | 2 kW                         | pozioma     | MPEG-4 AVC      | dookólna (ND)                             |

## Nienadawane analogowe programy telewizyjne
Programy telewizji analogowej wyłączone 19 marca 2013 r.
| LP | Program               | Właściciel                | Częstotliwość | Kanał | Moc promieniowania nadajnika | Polaryzacja | zamierzona charakterystyka promieniowania |
| -- | --------------------- | ------------------------- | ------------- | ----- | ---------------------------- | ----------- | ----------------------------------------- |
| 1  | TVP1                  | Telewizja Polska S.A.     | 215,25 MHz    | 11    | 250 kW                       | pozioma     | dookólna (ND)                             |
| 2  | TVP2                  | Telewizja Polska S.A.     | 519,25 MHz    | 27    | 800 kW                       | pozioma     | dookólna (ND)                             |
| 3  | TV4                   | Polskie Media S.A.        | 567,25 MHz    | 33    | 20 kW                        | pozioma     | dookólna (ND)                             |
| 4  | TVN                   | TVN S.A.                  | 583,25 MHz    | 35    | 100 kW                       | pozioma     | dookólna (ND)                             |
| 5  | TV Puls               | Telewizja PULS Sp. z o.o. | 631,25 MHz    | 41    | 20 kW                        | pozioma     | dookólna (ND)                             |
| 6  | Polsat                | Telewizja Polsat S.A.     | 655,25 MHz    | 44    | 316 kW                       | pozioma     | dookólna (ND)                             |
| 7  | TVP Info/TVP Warszawa | Telewizja Polska S.A.     | 711,25 MHz    | 51    | 100 kW                       | pozioma     | dookólna (ND)                             |